# Karjalan Sissit
Karjalan Sissit ist eine Martial-Industrial-/Dark-Ambient-Band. Gegründet wurde sie in Eskilstuna von Markus Pesonen von der aufgelösten Death-/Doom-Metal-Band Eternal Darkness und der Black-Metal-Band The Black. Der Name der Band leitet sich von karelischen Einheiten ab und wurde in Erinnerung an Pesonens Onkel gewählt, der im Winterkrieg gegen die Sowjetunion kämpfte; das Projekt stammt aus Schweden, Pesonen allerdings ist finnischer Abstammung und sein Werk Ausdruck seiner finnischen Wurzeln.

## Stil
Auf ihren bisher vier Alben vereinigte sie düstere, ruhige Klänge mit orchestralen Passagen, finnischer Volksmusik (das dritte Album beispielsweise beginnt mit einer Humppa-Passage), historischen Aufnahmen, Chören und Militärperkussion. Die ambientösen Passagen auf dem Debüt, das über Cold Spring Records erschien, erinnern an die dunkleren Elemente diverser Cold-Meat-Industry-Projekte, während die Perkussion mit der von Der Blutharsch und die Anlehnung an die Neoklassik mit Les Joyaux de la Princesse vergleichbar ist. Das zweite Album erschien auf Cold Meat Industry und erinnerte sowohl aufgrund der Drum-Muster als auch der Produktion an Sophia, deren Mitglied Peter Pettersson bzw. Peter Bjärgo (auch bei Arcana) an dem Album mitgewirkt hatte. Davon entfernte sich Pesonen allerdings mit dem folgenden Album, Karjalasta kajahtaa (grob übersetzbar mit: ‚Donnern aus Karelien‘), u. a. durch schmerzgeplagten Schreigesang. Das Album erschien auf Cyclic Law, ist von schwarzem Humor geprägt und enthält dunkle Schlager, die ein Markenzeichen von Karjalan Sissit geworden sind, sowie Texte über ein Leben voller Hoffnungslosigkeit und Depression.
Das Album Miserere wurde bei NecroWeb als Pesonens „wohl bislang harschestes Werk“ bezeichnet.

## Diskografie
- 2002: Karjalan sissit
- 2002: Miserere
- 2003: Viinanjuontikoulu/Eläma juoksuhaudoissa (7"-EP)
- 2004: Karjalasta kajahtaa
- 2006: Tanssit on loppu nyt
- 2009: Fucking Whore Society
- 2013: Viinaa Pittää Juua (7")
- 2015: ... Want You Dead